# Legio XXX Ulpia Victrix

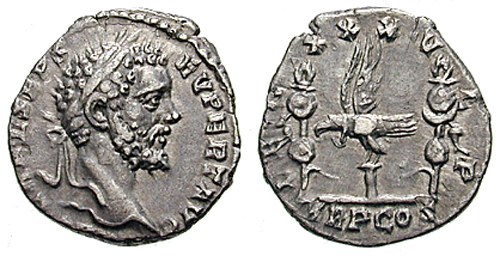
La XXX Ulpia Victrix sostenne il comandante delle legioni in Pannonia, Settimio Severo, nella sua ascesa verso la porpora di imperatore. Questo denario fu coniato nel 193 per celebrare la legione.

La Legio XXX Ulpia Victrix era una legione romana arruolata dall'imperatore Traiano nel 105, in occasione delle sue campagne in Dacia. La legione rimase attiva fino allo sgretolamento della frontiera renana, all'inizio del V secolo. Gli emblemi della legione erano gli dei Nettuno e Giove, oltre al capricorno. Il cognomen Ulpia Victrix fa riferimento alla famiglia di Traiano (Ulpia) e alla vittoria (Victrix, cioè "vincitrice").

## Storia

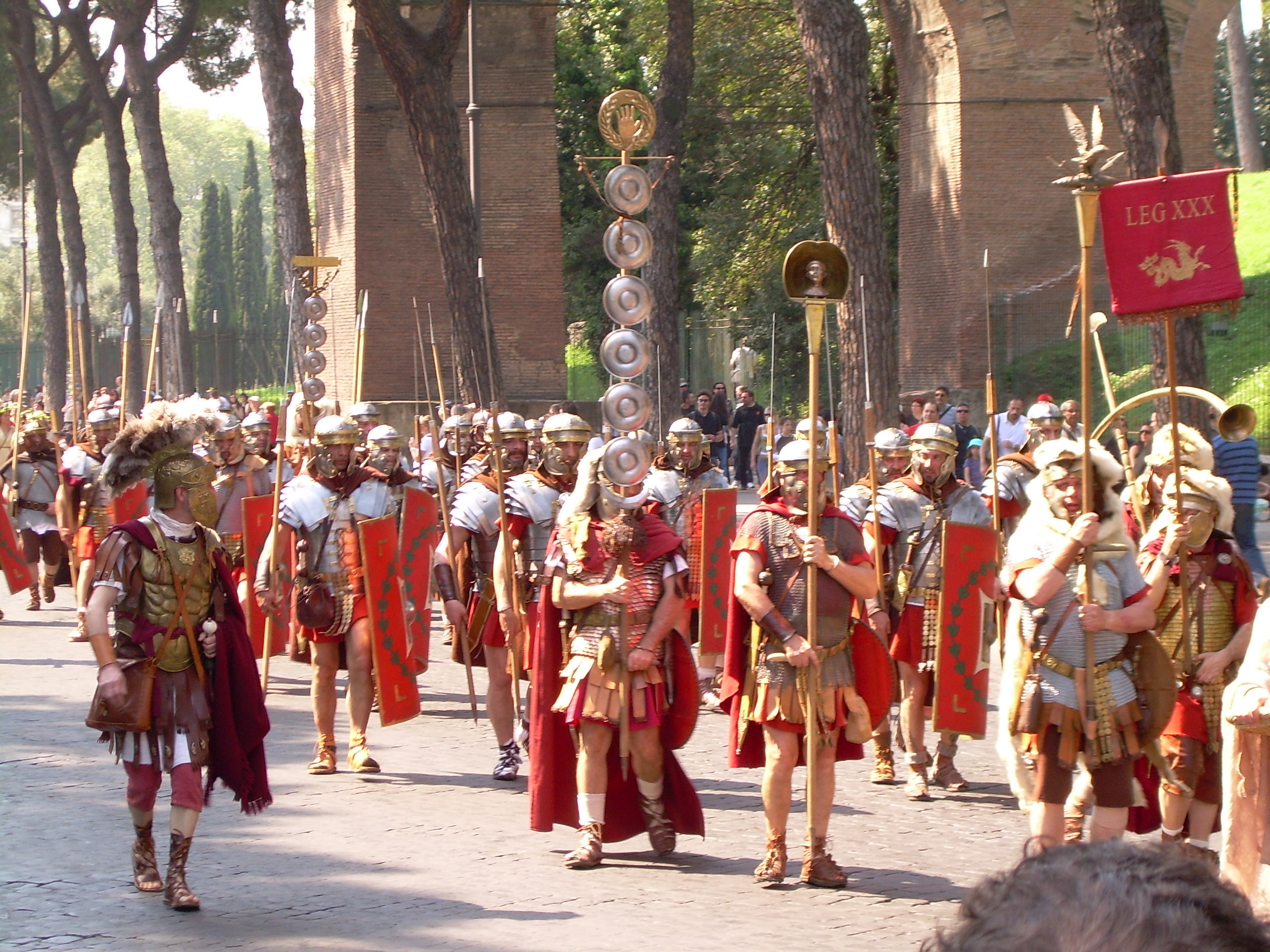
Moderna ricostruzione della Legio XXX Ulpia Victrix i legionari erano soprannominati i muli di Traiano

Il primo accampamento della legione fu nella provincia della Dacia, lungo la frontiera del Danubio, anche se è probabile che almeno alcuni legionari abbiano preso parte alle campagne di Traiano contro i Parti. Nel 122 la legione fu spostata presso la Colonia Ulpia Traiana (la moderna Xanten), in Germania inferiore, dove rimase nei secoli seguenti. Tra i loro compiti, la costruzione di edifici pubblici e operazioni di polizia.
Tra la fine del II e l'inizio del III secolo, unità della XXX Ulpia Victrix furono mandate in Partia, in Gallia, in Mauretania e in altre province romane, in quanto la situazione in Germania inferiore era tranquilla.
Durante la guerra civile del 193 la legione XXX Ulpia Victrix sostenne Settimio Severo, che le concesse il titolo Pia Fidelis ("leale e fedele").
Nel 235 la legione venne impiegata dall'imperatore Alessandro Severo nella sua campagna contro i Sasanidi, e sostenne l'Impero delle Gallie di Postumo (260-274).
Con la riorganizzazione dell'esercito romano (da parte di Costanzo Cloro), la legione, di guardia al confine, perse d'importanza a favore del comitatus, il principale esercito (composto prevalentemente di cavalieri) dietro al limes. La caduta della frontiera del Reno segnò la fine della storia della legione.